# Psococerastis gibbosa
Psococerastis gibbosa – gatunek owada z rzędu psotników i rodziny psotnikowatych.

## Taksonomia
Gatunek ten został po raz pierwszy opisany w 1746 roku przez Karola Linneusza jako Phryganea saltatrix, jednak nazwę tę uznano za nomen oblitum. Pod uznawanym obecnie epitetem gatunkowym opisał go w 1776 roku Johann Heinrich Sulzer w kombinacji Phryganea gibbosa. Nazwa ta stanowi nomen protectum. W 1932 roku John Victor Pearman ustanowił go gatunkiem typowym nowego rodzaju Psococerastis.

## Morfologia
Gryzek o bardzo dużych rozmiarach ciała. Samice osiągają około 5, a samce około 7 mm długości ciała. Ubarwienie ciała ma jasnożółte w brunatne do czarnych plamy. Na nadustku widnieją brunatne linie. Czułki mają nasadę żółtą z brunatnym marmurkowaniem, trzeci człon brunatny z czarnym szczytem, a pozostałe człony czarne. Oczy złożone mają czarne omatidia oddzielone jasnymi obwódkami. Ciemię u samicy ma ciemną plamę w kształcie litery Π. Głaszczki szczękowe mają krótki i zgrubiały człon ostatni. Tergity tułowia są brunatne, odgraniczone żółtymi przepaskami, zaś tergity odwłoka żółtawe i odgraniczone przepaskami brunatnymi. Samce mają skrzydła przezroczyste, samice z plamami i poprzeczną przepaską. Przednie skrzydło osiąga około 5,5 mm długości u samca i około 6,5 mm u samicy. Użyłkowanie cechuje się wierzchołkiem areoli postiki krótszym od pierwszego segmentu żyłki kubitalnej. Wierzchołek odwłoka jest brunatny z żółtym polem zmysłowym. Genitalia samca charakteryzują się zrośniętym z paramerami prąciem oraz asymetrycznym hypandrium z półkoliście zwieńczonymi wyrostkami. Samica ma T-kształtny znak i skróconą łopatkę środkową na płytce sugenitalnej oraz wydłużone i u szczytu zaostrzone walwy grzbietowe. 

## Ekologia i występowanie
Imagines tego owada można obserwować od czerwca do września w lasach. W Europie Środkowej owad ten daje jedno pokolenie rocznie. Jaja składane są w dużych grupach, jedno przy drugim.
Gatunek palearktyczny. Znany jest z Wysp Kanaryjskich, Hiszpanii, Irlandii, Wielkiej Brytanii, Francji, Belgii, Luksemburgu, Holandii, Niemiec, Szwajcarii, Austrii, Włoch, Danii, Szwecji, Finlandii, Estonii, Łotwy, Polski, Czech, Słowacji, Węgier, Chorwacji, Rumunii, Bułgarii, Serbii, Ukrainy, Rosji, Mongolii, Chin i północnych Indii. W Polsce jest gatunkiem pospolitym.